# Sprout Social
Sprout Social es un software de gestión de redes sociales, promoción de marca y análisis para empresas. Sprout ayuda a las marcas a comunicarse con clientes a través de canales sociales, colaborar entre equipos y medir la efectividad de sus esfuerzos.
La plataforma de Sprout ofrece a los usuarios la posibilidad de integrar Twitter, Facebook, LinkedIn, Instagram, Google+, Zendesk, UserVoice, Feedly y Google Analytics. Bambú de Sprout Social, lanzado en agosto de 2015, es una plataforma de promoción a través de empleados en redes sociales que permite a las organizaciones publicar contenido para que sus empleados puedan leerlo y compartirlo en las redes sociales.
Sprout Social fue fundada en 2010 por Justyn Howard, Aaron Rankin, Gil Lara y Peter Soung. Sprout es una empresa privada que cuenta con el respaldo de fondos de capital de riesgo de Goldman Sachs, New Enterprise Associates y Lightbank. Entre sus clientes se incluyen Hyatt, Marvel, Microsoft, Uber, Zendesk y Zipcar.

## Historia
A fines de 2009, el CEO actual de Sprout Social Justyn Howard trabajaba en una empresa de software empresarial y estaba buscando una herramienta que lo ayudara a usar las redes sociales para conectarse y comunicarse con los clientes. Descubrió que las soluciones disponibles en el mercado se centraban en los consumidores y carecían de la parte empresarial que permitiría que las redes sociales realmente funcionaran para las marcas. Por lo tanto, decidió preparar una solución para dicho problema y trabajó junto con el actual CTO de Sprout, Aaron Rankin, el actual director creativo, Gil Lara, y el actual director de ingeniería móvil y web, Peter Soung, para lograrlo.
Sprout Social, Inc. se fundó en abril de 2010. La empresa recaudó un total de $60 millones, entre ellos $1 millón inicial en 2010 que aportó Lightbank, $10 millones adicionales de una ronda de financiación serie B que aportó New Enterprise Associates (NEA) en febrero de 2011 y $42 millones de una ronda serie C que aportaron la División de Banca de Inversión de Goldman Sachs y NEA.
En noviembre de 2011, Sprout lanzó S2, la segunda edición de la plataforma que es la base del modelo actual. Esta edición incluyó paneles de control personalizados y a medida para las responsabilidades específicas en redes sociales de cada usuario, soporte técnico para usuarios múltiples, funcionalidad para iPhone, varias opciones de integración para socios estratégicos y otras funciones.
En abril de 2015, Sprout lanzó el soporte para aplicaciones en español y portugués.
En agosto de 2015, Sprout lanzó Bambú de Sprout Social, una plataforma de promoción en redes sociales para empleados. Bambú permite a las organizaciones conservar contenido seleccionado que los empleados pueden leer y compartir usando sus perfiles personales de LinkedIn, Twitter y Facebook.
En marzo de 2016, Sprout lanzó Landscape de Sprout Social, una herramienta gratuita que ajusta el tamaño de las imágenes para siete redes sociales diferentes así como para dimensiones personalizadas.

## Software y servicios
La plataforma de participación homónima de Sprout Social es una aplicación web que ofrece a los usuarios la capacidad de administrar varios perfiles sociales a través de una variedad de redes sociales desde una sola interfaz. Además esta plataforma está disponible mediante navegadores web y aplicaciones iOS y Android.
En 2015, el sitio de reseñas de software G2 Crowd calificó a Sprout Social como la mejor herramienta de gestión de redes sociales en lo que respecta a satisfacción al cliente.

### Marketing en redes sociales
Sprout permite a equipos y usuarios ejecutar una estrategia de marketing en redes sociales al crear, programar y publicar contenido. La Fila de Sprout permite a los usuarios programar contenido mientras que la tecnología ViralPost distribuye contenido a un tiempo óptimo. Sprout se integra con Google Analytics para ofrecer información sobre el rendimiento de las inversiones (ROI) de campañas en redes sociales.

### Participación en redes sociales
La Entrada inteligente de Sprout es una secuencia de mensajes que ofrece a los usuarios una visión integral de los mensajes entrantes y acciones a través de las redes sociales. Esta función permite a los usuarios controlar, responder y actuar. Los usuarios pueden crear búsquedas de palabras clave relacionadas con la marca para capturar y monitorear todas las menciones de la marca. Además, los usuarios pueden etiquetar y filtrar los mensajes, asignar mensajes como Tareas a los miembros de su equipo, identificar los clientes potenciales y marcar mensajes como completos.

### Servicio al cliente en redes sociales
La función de Servicio de atención al cliente de redes sociales permite a los usuarios de redes sociales y a los equipos de atención al cliente conectarse con clientes, ver el historial de conversaciones, resolver problemas y crear promociones de la marca. La función de tareas de Sprout permite a los usuarios enviar mensajes al miembro del equipo adecuado. La función CRM de redes sociales registra todo el historial de conversaciones entre el perfil y el usuario. Sprout se integra con Zendesk y UserVoice.

### Estadísticas de redes sociales
La función de Estadística de redes sociales ofrece a la audiencia capacidades de inteligencia y análisis. Los informes de Sprout incluyen informes de grupo, participación, equipo, rendimiento de tareas, páginas de Facebook, perfiles de Twitter, tendencias, comparación de Twitter, monitoreo de Twitter, perfiles de Instagram y mensajes enviados. Además, incorpora Google Analytics y el seguimiento de Bitly.

### Promoción a través de los empleados
Bambú de Sprout Social es una plataforma para la promoción a través de empleados mediante la cual los empleadores cuentan con una plataforma central donde pueden agregar, conservar y organizar contenido para que los empleados puedan estar al corriente de novedades de la empresa y la industria. Los empleados luego pueden compartir el contenido aprobado en LinkedIn, Twitter y Facebook. Además, los empleadores podrán realizar un seguimiento de los tipos e impactos del contenido compartido.

### Ajuste del tamaño de imágenes en redes sociales
Landscape de Sprout Social es una herramienta gratuita que permite ajustar el tamaño de imágenes de manera simple para Twitter, Facebook, Instagram, LinkedIn, Google+, Pinterest, YouTube y tamaños personalizados.

## Asociaciones e integraciones
Las asociaciones de Sprout Social incluyen:
- Facebook Marketing Partner (desde julio de 2012)[25]
- Twitter Official Partner (desde noviembre de 2012)[26][27][28]
- Herramienta de gestión de terceros con certificación de páginas de Google+ (desde mayo de 2013)[29]
- LinkedIn Company Page Partner (desde septiembre de 2015)[30]
- Miembro del programa de socios de Instagram (desde noviembre de 2015)[31][32]

En noviembre de 2015, Sprout se asoció con Twitter para el relanzamiento del Programa de socios oficiales de Twitter y trabajaron juntos para buscar más soluciones tecnológicas para el servicio al cliente de redes sociales.
Además, Sprout Social se integra con:
- Zendesk[35]
- UserVoice[36]
- Bitly
- Feedly
- Google Analytics[37]

## Cultura
En 2015, Sprout Social fue nominado como uno de los principales lugares de trabajo de Chicago Tribune según una encuesta a empleados dirigida por un tercero.  En abril de 2014, Sprout Social fue clasificado como uno de los mejores lugares de trabajo de Crain’s Chicago Business y recibió el segundo puesto como el mejor lugar de trabajo para los Millennials.
Sprout Social ha crecido rápidamente desde su fundación en 2010 y sobrepasó la capacidad de su oficina por lo que tuvo que mudarse a una oficina de 64.000 pies cuadrados en Citadel Center en Chicago, en febrero de 2014. El fundador Justyn Howard repite "la comunicación abierta propicia el progreso" como su lema.
Jim Conti, director de talentos, explica el enfoque de Sprout Social con respecto a la cultura de trabajo: "significa que te sientes cómodo al venir a trabajar, que estás haciendo un trabajo del que te enorgulleces y que estás trabajando con personas con las que realmente disfrutas hacerlo".

## Premios
2016
- Chicago's Fast 50: Sprout Social (#2) | Crain's Chicago Business[42]
- Most Innovative Social Media Marketing Platform | Marketing&Tech Innovation Awards[43]

2015
- No. 78 Overall, No. 8 Software Company | Inc. 500[44]
- No. 21 Overall | Deloitte Technology Fast 500[45]
- Chicago Tribune Top Workplace[38]
- Best Use of Technology in Customer Service (Bronze) | The Stevie Awards for Sales and Customer Service[46]
- Top Social Media Management Tool for Customer Satisfaction | G2 Crowd[47]
- Most Innovative Social Media Marketing Platform (Finalist) | The Hubbies[48]

2014
- 40 Under 40: Justyn Howard, CEO | Crain's Chicago Business[4]
- Social Media Monitoring Award (Silver)| WOMMY Awards by Word of Mouth Marketing Association[49]
- Best Places to Work for Employee Engagement (#2) | Crain's Chicago Business[50]
- Best Places to Work for Millennials (#2) | Crain's Chicago Business[51]
- Techweek 100: Justyn Howard, CEO | Techweek Chicago[52]
- Techweek 100: Aaron Rankin, CTO | Techweek Chicago[52]
- Startup of the Year | Moxie Awards by Built In Chicago[53]
- CTO of the Year: Aaron Rankin | Moxie Awards by Built In Chicago[53]
- Rising Star Award | CityLights by Illinois Technology Association[54]
- Top 100 Digital Companies in Chicago | Built in Chicago[55]
- Chicago's Coolest Offices (Runner-up) | Crain's Chicago Business[56]

2013
- Best Young Companies to Work For | Turnstone[57]
- Best Software Company | Moxie Awards by Built In Chicago[58]
- Top 50 Gen Y Employer (#4) | Brill Street[59]
- Techweek 100: Justyn Howard, CEO | Techweek Chicago[60]
- Top 100 Digital Companies in Chicago | Built in Chicago[61]
- Technologist of the Year: Justyn Howard, CEO | Illinois Technology Association[62]

2012
- Best Mobile App | Moxie Awards by Built In Chicago[63]

2011
- Tech 25: Justyn Howard, CEO | Crain's Chicago Business[64]